# Red Devil (pomme)
La Red Devil est un cultivar de pommier domestique.

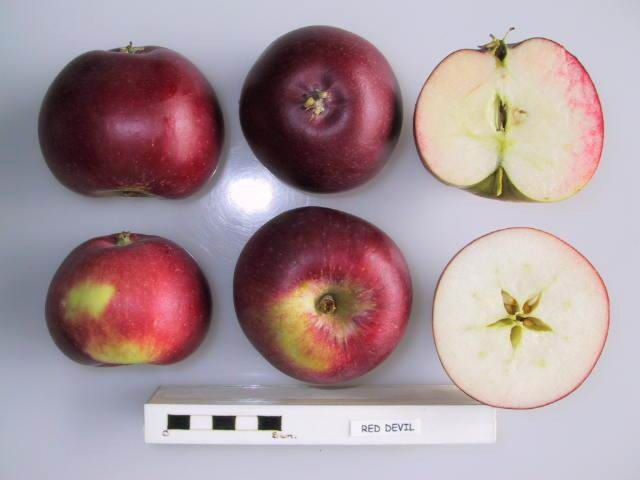
Pommes "Red Devil".

## Description
- Utilisation : pomme à dessert et à jus rose.
- Pelure : rouge.
- Chair : blanche brossée de rouge sur le pourtour, aromatique.
- Calibre : moyen.
- Fleur : rose, décorative.

## Origine
- Création: 1975, Kent, Angleterre
- Mise sur le marché: 1990 par la nurcerie Matthews de Worcester

## Parenté
Le cultivar Red Devil résulte du croisement: Discovery × Kent.

## Pollinisation
- Variété diploïde, autofertile[2].
- Groupe de floraison : C (4 jours avant Golden Delicious).
- Pollinisateurs: Delbarestivale delcorf, ...

## Maladies
- Tavelure : très peu susceptible
- Mildiou : très peu susceptible

## Culture
Sa faible susceptibilité à la tavelure permet son utilisation dans les jardins familiaux respectueux de l'environnement. Elle arrive à maturité fin septembre.
Vigueur: forte.
Cueillette: fin septembre.